# Robert Charles Matthews
Pour les articles homonymes, voir Robert Matthews et Mathews.
Robert Charles Matthews (14 juin 1871-19 septembre 1952) est un homme politique canadien de l'Ontario. Il est député fédéral conservateur de la circonscription ontarienne de Neepawa de 1926 à 1935. Il est ministre dans le cabinet du premier ministre Richard Bedford Bennett.

## Biographie
Né à Lindsay en Ontario, Mathews obtient un B.A. de l'Université de Toronto et ensuite gradue de l'école des Arts et Sciences de la Harvard Business School. Il co-fonde le Harvard Club de Toronto en 1904 et en est le second président en 1910.
Après plusieurs années à travailler dans le secteur bancaire et les investissements, Mathews s'engage en politique et devient député à la Chambre des communes du Canada en 1926. Il entre au cabinet à titre de ministre du Revenu national en décembre 1933. Appelé à demeurer un second mandat, il décline l'offre en raison de problèmes de santé et ne se représente pas lors de l'élection de 1935.
En 1936, il est président de la The Canadian Chamber of Commerce. Grand partisan de cricket, il commandite le tour de la Canadian Cricket Association's en 1936 en Angleterre où il remporte contre Marylebone Cricket Club de Lord's,,.